# Gnophos rothschildi
Gnophos rothschildi là một loài bướm đêm trong họ Geometridae.